# 4e division (armée impériale japonaise)
Pour les articles homonymes, voir 4e division.

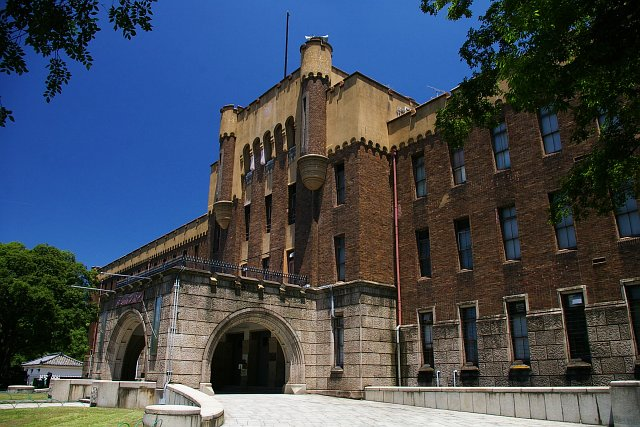
Ancien quartier-général de la 4e division à Osaka.

La 4e division (第4師団, Dai-yon shidan) est une unité d'infanterie de l'armée impériale japonaise. Son nom de code est Division Yodo (淀兵団, Yodo-heidan).

## Histoire
La 4e division est formée à Osaka en janvier 1871 en tant que garnison d'Osaka (大阪鎮台, Osaka chindai), l'un des six commandements régionaux de la nouvelle armée impériale japonaise. La garnison d'Osaka est responsable de la région centrale du Honshū (Kansai), allant de la préfecture de Shiga à la préfecture de Hyōgo. Les six commandements régionaux sont transformés en divisions lors de la réorganisation de l'armée le 14 mai 1888 par le conseiller étranger allemand Jacob Meckel.
La « 4e commandement régional » joue un rôle vital dans la défaite de la rébellion de Satsuma de 1877.
Durant la première guerre sino-japonaise en 1895, la 4e divisions débarque dans la péninsule du Liaodong et reste dans les forces de réserves, bien que sa 7e brigade mixte est envoyée au nord de Taïwan en septembre 1895 lors de l'invasion japonaise de Taïwan et aide à pacifier le district de Kapsulan (plaine de Yilan).
Durant la guerre russo-japonaise, la division, menée par le lieutenant-général Ogawa Mataji, participe à la bataille de Nanshan, la bataille de Liaoyang (où le commandant est blessé et remplacé par le lieutenant-général Tsukamoto Katsuyoshi), la bataille du Cha-Ho et la bataille de Mukden.
La division participe plus tard à l'intervention en Sibérie et à l'incident de Jinan en 1928.

### Seconde Guerre mondiale
Le 10 février 1937, la 4e division passe sous le commandement de l'armée japonaise du Guandong en Mandchourie. Elle est transférée dans la 11e armée le 1er juillet 1940. Elle participe à l'opération du centre du Hubei (en), la bataille du sud de Henan, et l'opération Jiangbei (ja) (attaque depuis le nord d'Anlu). En septembre 1941, la division participe à la bataille de Changsha. Le 11 juin 1941, elle est reformée en division triangulaire, recevant le 70e régiment d'infanterie de la 425e division, et est transférée dans les forces de réserves au Japon.
En mars 1942, la réorganisation est achevée et la 4e division est assignée dans la 14e armée. Elle arrive aux Philippines pour participer à la bataille de Bataan le 3 avril 1942. La 4e division contribue également beaucoup aux efforts japonais lors de la bataille de Corregidor le 5 mai 1942. Après la fin de la campagne des Philippines le 8 mai 1942, la division retourne au Japon pour entrer dans les forces de sécurité.
Elle passe sous le contrôle de la 25e armée en septembre 1943 et est placée en garnison à Sumatra. Assigné dans la 15e armée en 1945, ses derniers quartiers-généraux sont situés à Lampang en Thaïlande. Elle est dissoute à la fin de la Seconde Guerre mondiale.

### Mémorial du quartier-général

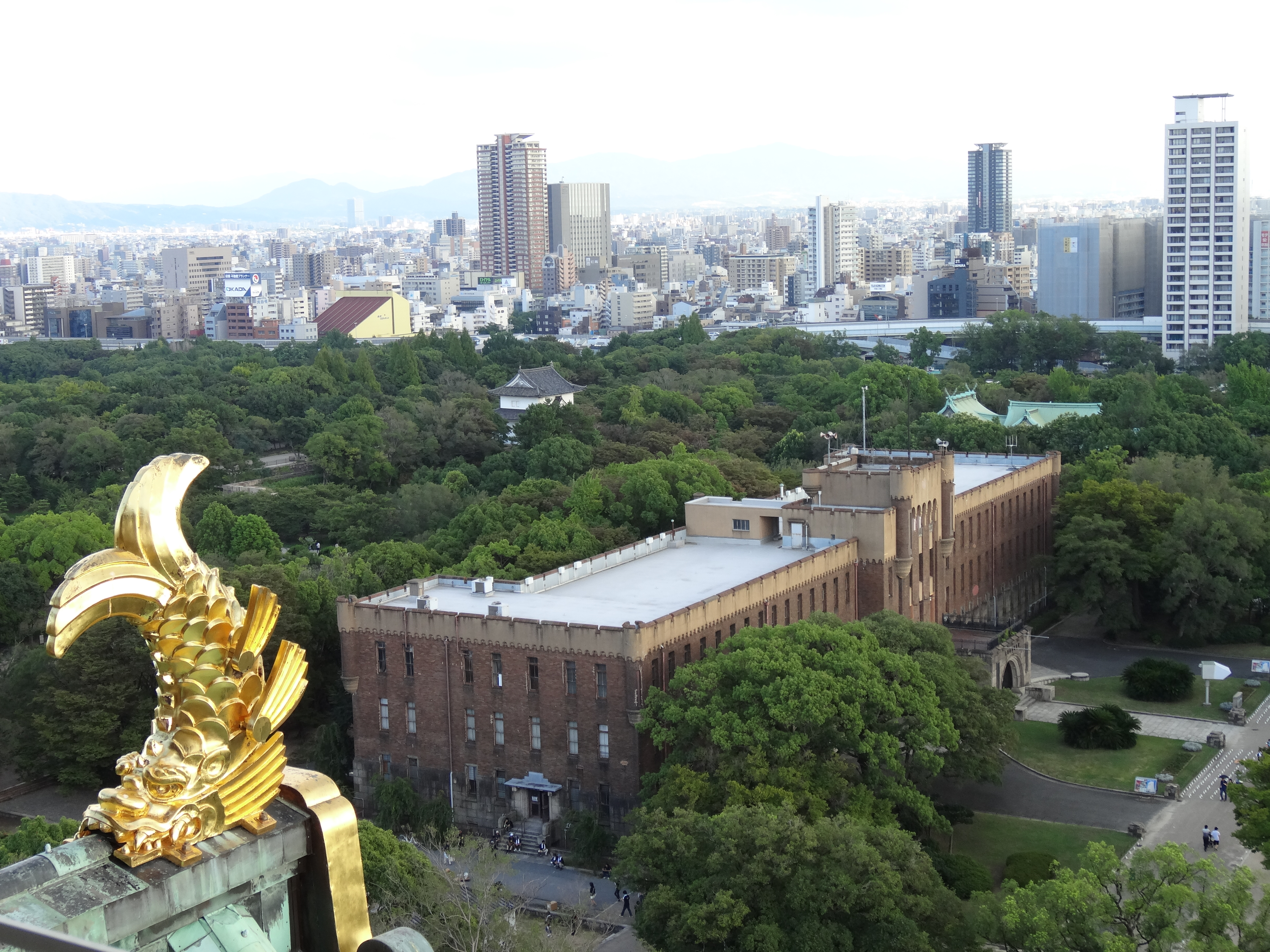
Vue du quartier-général depuis le château d'Osaka

Le quartier-général original de la 4e division se trouve au château d'Osaka. Quand le château est reconstruit en 1931, un nouveau quartier-général est érigé au sein de l’emplacement du château à une courte distance des dons des habitants locaux, le château et ses environs sont de faits placés dans un parc public. En 1940, le quartier-général est déplacé près du sanctuaire Hōkoku-jinja.
L'arsenal de la division est détruit le 14 août 1945 lors d'un bombardement allié qui fait cependant peu de dommages au quartier-général. En 2013, le bâtiment du quartier-général est transformé en mémorial de guerre au sein du parc du château d'Osaka.
Parmi les célèbres commandants de la 4e division se trouvent Takashima Tomonosuke, Kitashirakawa Yoshihisa, Ichinohe Hyōe, Nobuyuki Abe, Hisaichi Terauchi, Naruhiko Higashikuni et Tomoyuki Yamashita.

## Ordres de bataille

### Ordre de bataille, 1937,division carrée(en)
4e division
- 7e brigade d'infanterie
  - 8e régiment d'infanterie
  - 70e régiment d'infanterie
- 32e brigade d'infanterie
  - 37e régiment d'infanterie
  - 61e régiment d'infanterie
- 4e régiment d'artillerie
- 4e régiment de cavalerie
- 4e régiment de génie
- 4e régiment de transport

### Ordre de bataille, août 1941,division triangulaire
4e division
- 4e groupe de brigades d'infanterie
  - 8e régiment d'infanterie (Osaka)
  - 37e régiment d'infanterie (Osaka)
  - 61e régiment d'infanterie (Wakayama)
- 4e régiment d'artillerie
- 4e régiment de reconnaissance (en)
- 4e régiment de génie
- 4e régiment de transport (logistique)
- Compagnie des signaux
- Magasin militaire
- Compagnie sanitaire